# Katedrala sv. Pavla u Londonu
Katedrala sv. Pavla u Londonu je najpoznatija engleska crkva; prva katedrala engleske protestantske crkve (anglikanske crkve) ; druga crkva po dužini u Velikoj Britaniji (158 metara), odmah iza Liverpoolske katedrale; barokno remekdjelo arhitekta Christophera Wrena koji je njezinoj gradnji posvetio 40 godina (1632. – 1723.). U njoj je i pokopan, kao prva osoba pokopana u katedrali 1723. god., a na njegovu grobu umjesto nadgrobnog spomenika nalazi se natpis na latinskom: Lector, si monumentum requiris, circumspice („Čitatelju, ako tražiš njegov spomenik, pogledaj oko sebe”). Danas se u kripti nalazi preko 200 spomenika i grobnica.
Katedrala je jedno od najpoznatijih i najprepoznatljivijih znamenitosti Londona. Njezina kupola, uokvirena tornjevima gradskih crkava koje je izgradio Wren, dominirala je obzorjem više od 300 godina. Visinom od 111 m bila je najviša zgrada u Londonu od 1710. do 1963. god., a njezina kupola je i dalje među najvišim na svijetu.
Katedrala je radna crkva sa satnom molitvom i svakodnevnim službama. Cijena ulaznice za turiste iznosi 20 funti za odrasle (siječanj 2019., jeftinije putem interneta), ali vjernicima se ne naplaćuju.

## Povijest
Prva poznata crkva na ovom mjestu bila je rimska građevina, sagrađena od drveta, za vladavine Æthelberta, kralja Kenta koji ju je obdario vlastelinstvom Tillinghama u Essexu, koje joj je još uvijek u vlasništvu. Ona je postala katedralom kada je 604. godine posvećen Mellit kao prvi biskupa Londona. Nakon što je izgorjela, obnovio ju je u kamenu između 675. i 685. godine biskup Erkenwald, čija je grobnica tijekom srednjeg vijeka privukla brojne hodočasnike. Nju su uništili Vikinzi u 9. stoljeću, a obnovljena je 962. god.
Saksonska crkva uništena je u požaru po drugi put 1087. godine, a izgradnja četvrte katedrale gotovo je odmah započela pod okriljem Vilima Rouxa, sina Vilima Osvajača. Maurice, bivši kapelan i Vilimov kancelar, postao je biskupom i iskoristio je priliku za izgradnju katedrale u većem obimu, nikad dotad viđenom u Londonu. Ova građevina je prema svjedočanstvima bila dragulj normanske arhitekture. Od 1258. – 1314. godine katedrala je proširena i uređena u gotičkom stilu. Zgrada duljine 179 m bila je treća najduža katedrala u Europi, a njezin toranj (dovršen 1315. god.) se uzdizao do 164 m uvis. 
Nakon velikog požara u Londonu 1666. godine, Christopheru Wrenu je povjerena obnova 51 gradske crkve; za svaku od njih je morao je barem odobriti, ako već ne i izgraditi projekt. Među remekdjela njegovog projektiranja ubrajaju se crkve Sv. Lawrence Jewry, Sv. Mary-le-Bow, Sv. Klement Danes i Sv. Stjepan u Walbrooku. Ali najveći i najuspješniji pothvat bila mu je obnova katedrale sv. Pavla.
Katedrala je građena od 1675. do 1710. godine uz brojne estetske i inženjerske inovacije.
Međutim, ova je zgrada gotovo pretrpjela istu sudbinu kao i njezini prethodnici. Tijekom njemačkog bombardiranja Londona 29. prosinca 1940. godine većina okolnih zgrada je srušena, a Katedrala sv. Pavla se ocrtala gotovo nedirnuta svojom besprijekornom bjelinom. Zbog ovog događaja katedrala je postala snažan simbol otpora Londončana.

## Izgled
Ova jedina klasična katedrala u Engleskoj bila je rezultat znatnih modifikacija prvobitnog Wrenovog nacrta za crkvu u obliku grčkog križa. Naposljetku, projektirana je u obliku latinskog križa, duga je 141,10 metara i široka 30,8 metara, s golemim okruglim prostorom na križištu, gdje osam stupova podupire veliku kupolu.
Zapadno pročelje ima dvokatni portik od parova stupova koji predstavljaju sustav stupova cijelog eksterijera (poput pročelja Louvrea). Dva barokna zvonika koji stoje sa strana zapadnog pročelja i uokviruju veliku kupolu, visoki su 64,6 metara. U sjevernom zvoniku koji je dodan 1708. godine nalazi se prostor za zvona, a južni je toranj sa satom. Možda najveći doprinos Christophera Wrena bili su njegovi inventivni zvonici, koji su na jedinstven način uljepšali obrise grada Londona.
Iznad križišta bazu kupole nosi prsten od osam lukova poduprtih stupovima. Motiv luka i kupole nastavljaju se u glavnom brodu, koji je domišljato nadsvođen nizom malih kupola 27,70 metara iznad tla, odijeljenih transverzalnim rebrastim lukovima.
Kupola katedrale sv. Pavla ima promjer 34,14 m i visinu od 91,44 metra, što je čini najvećom kupolom poslije Michelangelove kupole sv. Petra u Rimu. Ovaj najglasovitiji londonski znak raspoznavanja, je složena konstrukcija, uspješan kompromis između velike vanjske kupole u obliku polukugle i izdužene unutarnje kupole. Između njih dviju, Wren je smjestio među-čunj od opeke pojačan dvostrukim željeznim lancem, na kojem djelomično počiva lagana vanjska kupola sagrađena od drveta pokrivenog olovom i koji podupire tešku kamenu lanternu, kuglu i križ. Osam trodijelnih otvora na kupoli osvjetljuje križište.
Trideset dva potpornja, koji se zrakasto šire iz tambura, završavaju tročetvrtinskim stupovima i čine peristil. Svaki je četvrti prostor blokiran čineći tako kupolu snažnom i čvrstom. Balustradu iznad njih koju je Wren oklevetao kao puko žensko pirlitanje, dodali su protiv njegove volje pomodni povjerenici katedrale.
Unutarnju kupolu tanjurastog oblika, njezino „oko” koje se nalazi na 65,30 metara iznad poda, oslikao je sir James Thornhill, koji je radio s Wrenom i u palačama Blenheim i Hampton Courtu, kao i na palači Greenwich.

## Poveznice
- Arhitektura baroka
- Panteon u Parizu

## Vanjske poveznice
- Službene stranice Katedrale sv. Pavla